# Valter Longo

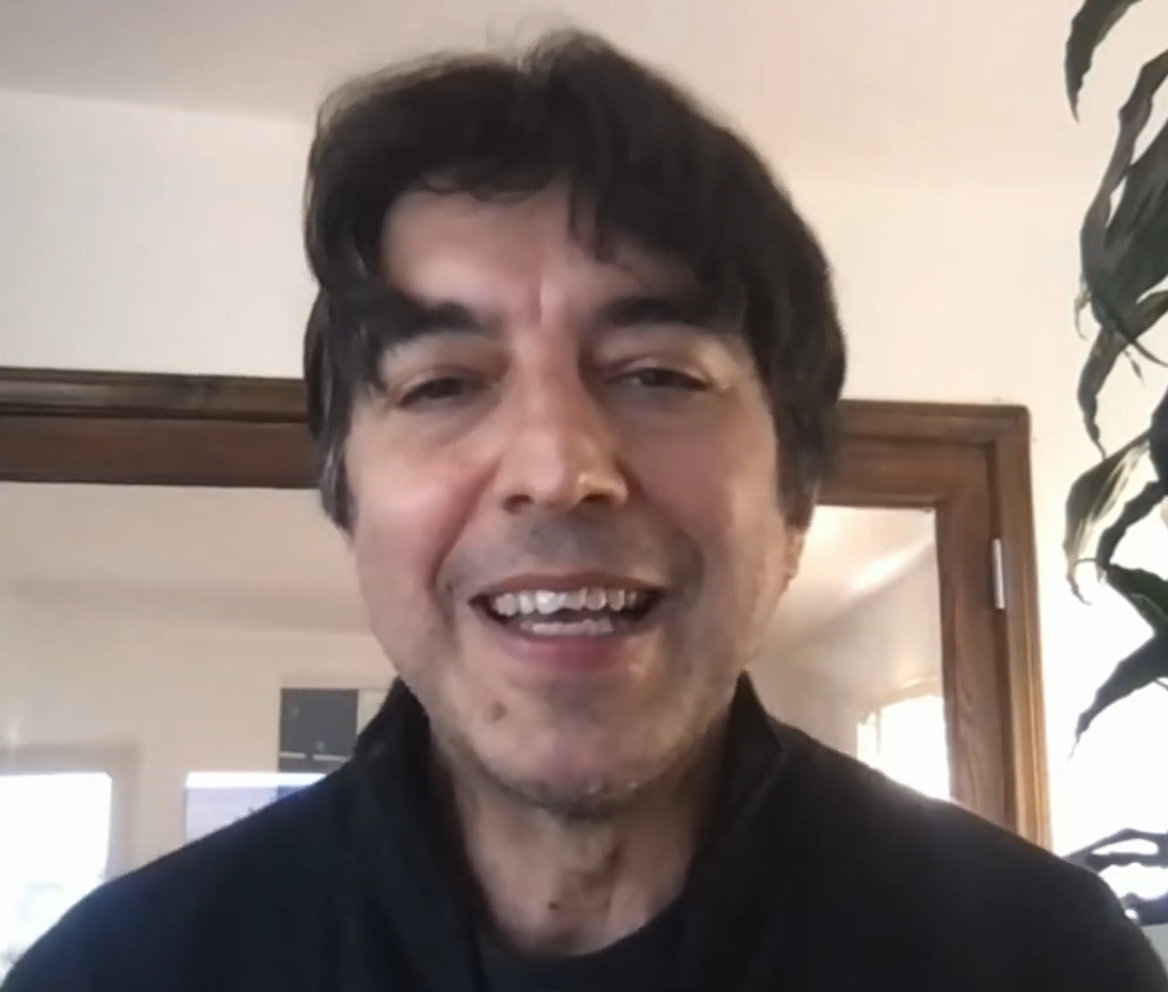
Valter Longo en 2022

Valter D. Longo (nacido en 1967) es un biogerontólogo y biólogo celular italo-estadounidense conocido por sus estudios sobre el papel del ayuno y los genes de respuesta a nutrientes en la protección celular, el envejecimiento y las enfermedades, y por proponer que la longevidad está regulada por genes y mecanismos similares en muchos eucariotas. El Dr. Longo es Profesor de Gerontología y Ciencias Biológicas y Director del Instituto de Longevidad en la Escuela de Gerontología de la Universidad del Sur de California en Los Ángeles, uno de los principales centros mundiales dedicados a la enseñanza e investigación sobre el envejecimiento.

## Primeros años y formación
Longo nació en Génova, Italia, de padres calabreses. Se mudó a Chicago, en los Estados Unidos, en su adolescencia para convertirse en guitarrista de rock profesional, viviendo con familiares. Durante ese tiempo, observó que sus familiares en los Estados Unidos, que seguían dietas ricas en grasas, carne y azúcar, sufrían enfermedades cardiovasculares, las cuales eran raras entre sus familiares en Italia.
Se unió a la Reserva del Ejército de los Estados Unidos para financiar sus estudios universitarios y asistió al entrenamiento de reclutas en Fort Knox. Luego estudió en el College of Music de la Universidad del Norte de Texas, conocido como escuela de jazz, bajo la tutela de Dan Haerle y Jack Petersen. Durante sus estudios, decidió cambiar de campo para dedicarse a la nutrición y la longevidad, inspirado por sus observaciones y su experiencia militar. Se graduó en bioquímica en 1992 en la Universidad del Norte de Texas.
En 1992 ingresó en el laboratorio del pionero de la "restricción calórica" Roy Walford en el Departamento de Patología de la UCLA, donde estudió la restricción calórica y el envejecimiento del sistema inmunológico. En 1994 se trasladó al Departamento de Bioquímica, donde completó su doctorado en Bioquímica en 1997, estudiando enzimas antioxidantes y genes anti-envejecimiento con Joan Valentine en UCLA, y realizó su formación postdoctoral en neurobiología del Alzheimer con Caleb Finch en la Universidad del Sur de California en 2000.

## Carrera
Desde el año 2000, Longo es miembro del profesorado de la Escuela de Gerontología USC Davis y del Centro de Gerontología Ethel Percy Andrus. Es cofundador del programa de doctorado en biología del envejecimiento/gerociencia de USC y director del Instituto de Longevidad de USC. Junto con Maria Henke, fundó el primer programa nacional de dietista registrado enfocado en la longevidad y lanzó el primer programa de estudios en el extranjero de la Escuela de Gerontología USC Davis, un curso de verano sobre nutrición y genética del envejecimiento en Italia.
El Dr. Longo es reconocido internacionalmente como líder en el campo de la longevidad y las enfermedades relacionadas con la edad. Después de extender la vida de un organismo simple diez veces mediante una combinación de ayuno y mutaciones genéticas, y de descubrir una de las vías más importantes en la investigación sobre la longevidad (Tor - blanco de la rapamicina - S6K), su grupo identificó en humanos una mutación equivalente asociada con la protección contra el cáncer, la diabetes, el deterioro cognitivo y el daño cardiovascular.
Su laboratorio describió y desarrolló posteriormente la dieta que imita el ayuno y publicó sus efectos sobre la activación, reprogramación y regeneración de células madre multisistema. Esto llevó a más de 30 ensayos clínicos sobre la longevidad y enfermedades relacionadas con la edad, algunos de los cuales demuestran el efecto de los ciclos de dieta que imita el ayuno en la reducción de la edad biológica, la regresión de la diabetes y el posible aumento de la supervivencia en pacientes con cáncer.
El profesor Longo recibió el Nathan Shock Lecture Award del National Institute on Aging (NIA/NIH) en 2010, el premio Vincent Cristofalo "Rising Star" para la Investigación sobre el Envejecimiento en 2013, el Glenn Award para la Investigación en Biología del Envejecimiento en 2016 y el reconocimiento como Investigador Altamente Citado - Premio al Investigador Altamente Citado con un índice H de 71 en 2021, 2022, 2023.
Su libro, La dieta de la longevidad, es un superventas internacional, traducido a 24 idiomas y vendido en 39 países en todo el mundo. En 2018 fue incluido por la revista TIME entre las 50 personas más influyentes en el sector sanitario.

## TV y documentales
En 2011 fue presentado en el programa Through the Wormhole con Morgan Freeman por su investigación sobre la longevidad. En 2012 discutió su investigación sobre el ayuno con Michael Mosley en un episodio de la serie documental de la BBC Horizon titulado Eat, Fast, and Live Longer.
Sus apariciones y entrevistas en documentales y series de televisión incluyen la película Science of Fasting (2012), la serie Horizon de la BBC (2012, un episodio), el documental Fasting (2017), la serie Goop Lab con Gwyneth Paltrow (2020, un episodio), la serie Down to Earth with Zac Efron con Zac Efron y Darin Olien (2020, un episodio), y el documental Cancer Evolution (2023).
Los libros del Dr. Longo han inspirado los documentales Fasting y The Longevity Revolution, narrados por Edward Norton y dirigidos por el nominado al Oscar Barry Alexander Brown.

## Dieta de la longevidad
Con respecto a la longevidad, Longo promueve una dieta mayormente basada en plantas que también incluye pescado. También sugiere seguir una alimentación con restricción de tiempo, con ventanas de alimentación diarias de 11-12 horas.
Su investigación se centra en la dieta que imita el ayuno (FMD). La dieta que imita el ayuno es un programa dietético bajo en calorías, bajo en proteínas, con carbohidratos moderados y alto en grasas vegetales, que imita los efectos del ayuno periódico o del ayuno de agua. Su duración es de cinco días, con el objetivo de proporcionar nutrición al cuerpo y puede considerarse un ayuno periódico.

## Programa de Ayuno Mimetizado
El programa de ayuno mimetizado es un programa de ayuno de cinco días y un plan de comidas específico basado en productos naturales y saludables. Está diseñado para simular el estado de ayuno mientras proporciona nutrientes y calorías. Engaña al cuerpo para que crea que está en ayuno, permitiendo al mismo tiempo algo de comida. En consecuencia, se pueden obtener los beneficios del ayuno mientras se minimizan los desafíos, como el hambre.
El programa de ayuno mimetizado se basa en años de investigación científica y es objeto de numerosos estudios y ensayos humanos en curso para diversas condiciones de salud. Desarrollado científicamente y clínicamente probado, esta innovación nutricional fue diseñada en la Universidad del Sur de California por el profesor Valter Longo y su equipo.
Dado que el ayuno no es adecuado para todos, es esencial consultar a un profesional de la salud y a un nutricionista antes de emprender cualquier ayuno.

## Empresa y filantropía
Longo fundó la empresa tecnológica L-Nutra y desarrolló la dieta que imita el ayuno. Valter Longo dona el 100 % de sus honorarios de consultoría de L-Nutra y de las regalías de sus libros a obras de caridad. Al menos el 95 % de sus acciones de L-Nutra serán donadas a obras de caridad. El 5 % restante puede ser donado o invertido en empresas socialmente responsables centradas en la longevidad saludable. Las acciones emitidas a Longo en función de estas inversiones también serán donadas a obras de caridad.

## Premios
- Nathan Shock Lecture Award, National Institute on Aging, NIH, 2010[23]

## Fundación Valter Longo y Fundación Create Cures
Es el fundador de las organizaciones sin ánimo de lucro Create Cures Foundation en los Estados Unidos y la Fundación Valter Longo en Italia, ambas dedicadas a proporcionar educación sobre estilo de vida para niños y adultos, así como asistencia nutricional para optimizar la longevidad saludable, de forma gratuita para aquellos que no pueden costear los tratamientos. Además de promover la solidaridad social, estas fundaciones apoyan la asistencia sanitaria, la investigación científica y la formación profesional en áreas científicas y clínicas relevantes. La misión de sus fundaciones es ayudar a todos a vivir una vida larga y saludable.
Para llevar a cabo esta misión, inició el Festival de Nutrición y Longevidad en Italia y en los Estados Unidos. Estos eventos sensibilizan sobre una nutrición saludable y la longevidad y promueven un estilo de vida equilibrado, ofreciendo talleres, clases magistrales, espectáculos educativos y de cocina, y actividades deportivas y artísticas para todas las edades.

## Instituto Europeo de Longevidad
El Instituto Europeo de Longevidad® fue fundado por la Fundación Valter Longo con el objetivo de crear un centro enfocado en la enseñanza, asistencia clínica e investigación sobre longevidad y enfermedades relacionadas con la edad. El Instituto Educativo de Investigación y Clínico comparte la misión de las Fundaciones de ayudar a todos a vivir una vida larga y saludable mediante un enfoque científico y clínico.

## Publicaciones
- Valter Longo bibliography at National Library of Medicine[29]
- Longo, Valter (2 January 2018). The Longevity Diet: Discover the New Science Behind Stem Cell Activation and Regeneration to Slow Aging, Fight Disease, and Optimize Weight. New York: Avery. ISBN 978-0-525-53407-5. Available in 24 languages including Italian, Spanish, French, German, Russian, Portuguese, Chinese.[30]
- Fasting Cancer (Il cancro a digiuno). Forthcoming in English on February 4th, 2025 Available in Italian, Spanish, and Portuguese
- Longevity Starts in Childhood (La longevità inizia da bambini). Forthcoming in English. Available in Italian, German, French, Spanish, and Romanian.
- Alla tavola della longevità. Available in English by the Valter Longo Foundation.

## Premios y reconocimientos
- Nathan Shock Lecture Award, National Institute on Aging, NIH, 2010[31]
- Vincent Cristofalo ‘Rising Star’ Award for Research on Ageing, 2013
- Glenn Award for Research in the Biology of Aging, 2016
- TIME magazine, 50 most influential people in healthcare, 2018
- Highly Cited Researcher - Highly Cited Award Recipient (world’s top 1:1,000 scientists) 2021, 2022, 2023,2024